# Chara (cantante)
Chara, pseudonimo di Miwa Watabiki (綿引 美和?, Watabiki Miwa; Kawaguchi, 13 gennaio 1968), è una cantautrice e attrice giapponese.

## Carriera
Ha debuttato nel 2011 col singolo Heaven. La sua canzone più famosa è comunque Swallowtail Butterfly (Ai no Uta), inserita nel film Swallowtail (1996) di Shunji Iwai, in cui recita la stessa Chara. Ha anche militato in un gruppo chiamato Mean Machine. È conosciuta ed apprezzata per una tecnica di canto che prevede uno stile quasi sussurrato.

## Discografia
Album studio
- 1991: Sweet
- 1992: Soul Kiss
- 1993: Violet Blue
- 1994: Happy Toy
- 1996: Montage (Yen Town Band)
- 1997: Junior Sweet
- 1999: Strange Fruits
- 2001: Madrigal
- 2003: Yoake Mae
- 2005: Something Blue
- 2007: Union
- 2008: Honey
- 2009: Carol
- 2011: Dark Candy
- 2012: Cocoon

## Filmografia
- Swallowtail, regia di Shunji Iwai (1996)
- Picnic, regia di Shunji Iwai (1996)
- Dasavatharam, regia di K.S. Ravikumar (2008)